# Secuieni, Neamț
Secuieni là một xã thuộc hạt Neamț, România. Dân số thời điểm năm 2002 là 3651 người.